# Urszula Urbaniak-Biernacka

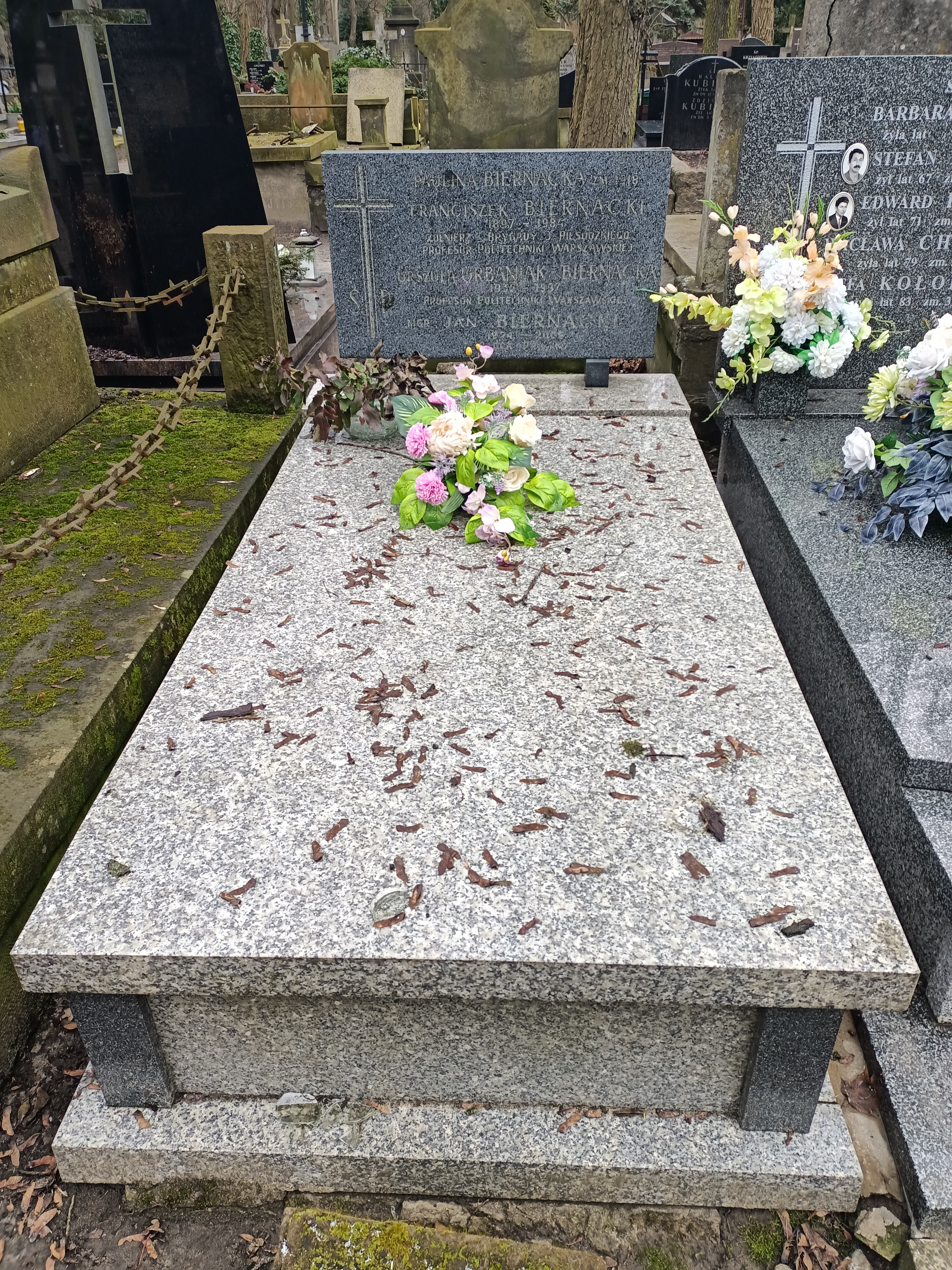
Grób Urszuli Biernackiej-Urbaniak na Cmentarzu Powązkowskim

Urszula Urbaniak-Biernacka (ur. 29 września 1932, zm. 17 listopada 1997) – polska geomorfolog i geograf fizyczna, profesor Politechniki Warszawskiej.

## Życiorys
W 1955 ukończyła studia na Wydziale Biologii i Nauk o Ziemi Uniwersytetu Warszawskiego, od 1954 był asystentką w Zakładzie Geografii Katedry Kartografii. W 1965 na Uniwersytecie Mikołaja Kopernika w Toruniu uzyskała stopień doktora, została wówczas docentem. W 1970 została adiunktem, od 1970 do 1976 prowadziła zajęcia z petrografii, geologii, geomorfologii. W 1978 została docentem, od 1979 do 1987 kierowała Studiami Doktoranckimi na kierunku Geodezji. Od 1981 prowadziła zajęcia z podstaw nauk o Ziemi i geografii fizycznej ogólnej, w latach 1984-1985 była prodziekanem na Wydziale Geodezji i Kartografii. Od 1984 była członkiem Rady Naukowej Instytutu Nauk Fizycznogeograficznych Uniwersytetu Warszawskiego, od 1985 wykładała geografię gospodarczą Polski. W 1985 na Uniwersytecie Mikołaja Kopernika habilitowała się, w 1992 została profesorem nadzwyczajnym. Z dniem 28 lutego 1995 przeszła na emeryturę.
Zmarła w 1997, została pochowana na cmentarzu Powązkowskim w Warszawie (kw. 293, rząd II, grób 3).